# レッドブル・RB13
レッドブル・RB13 (Red Bull RB13) は、レッドブル・レーシングが2017年のF1世界選手権参戦用に開発したフォーミュラ1カーである。

## 概要
2017年2月26日に正式発表。チーフテクニカルオフィサーのエイドリアン・ニューウェイが得意とする空力に関するレギュレーションが大幅に変更されたことで、前年よりもマシン開発に深く関与することになった。
エンジンカウル後部には多くのチームが採用した大型のシャークフィンが装着され、ノーズの突起部分に吸気口が開けられているのが特徴となっている。なお、トリックサスペンションについてはFIAから違法と判断されたため、開幕前にデザインを変更した。
また、ルノーエンジンに変更した2007年から2016年までの間、それとセットでトタルの燃料を使っていたが、2016年12月にエクソンモービルと大口スポンサー契約をしたことに伴い、今季から燃料はエクソンモービル製となる。

## 2017年シーズン
ドライバーはダニエル・リカルドとマックス・フェルスタッペンの両者とも残留。
パワーユニットの信頼性の低さとパワー不足に再び手を焼くようになり、メルセデスとフェラーリに大きく水をあけられてしまった。特に信頼性の低さは深刻でシーズン前半はフェルスタッペン側にトラブルが続出。ルノーのパワーユニット以上に深刻な信頼性の低さとパワー不足で不振を極めるマクラーレン・ホンダの陰に隠れているものの、第8戦アゼルバイジャンGPが終わった段階で、レースの総周回数が全チーム中最下位という状況だった。しかしそのような状況でもリカルドは完走できるレースで着実にポイントを稼いでおり、アゼルバイジャンGPでは大波乱のレースを制した。
そして、シーズン後半戦である秋のアジアラウンドのシンガポールGP以降はメルセデスの苦戦やフェラーリの不振にも助けられ、リカルドはアジアラウンドの3戦を表彰台でゴール。それまでリタイアの多かったフェルスタッペンはマレーシアGPを制してから上位入賞を続け、メキシコGPでも優勝した。だが、終盤戦は再び信頼性に苦しめられることとなり、リカルドがブラジルGP以外でマシントラブルによるリタイアでポイントを得られなかったことが大きく響き、ドライバーズランキング4位の座を失った。また、フェルスタッペンもメキシコGP以外も完走はしたものの、PUの不調に苦しめられ、表彰台どころか順位を維持する走りをするのが精いっぱいとなった。
一時はコンストラクターズ2位のフェラーリに迫るなどの健闘したものの、信頼性の面で苦しんだシーズンとなった。

## スペック

### シャシー
- シャシー名 RB13
- シャシー構造 カーボンファイバー/ハニカムコンポジット複合構造モノコック、タグ・ホイヤー（ルノー）V6エンジン搭載（ストレスメンバー）
- ギアボックス 縦置き8速＋リバース1速 油圧式パワーシフト&クラッチ･オペレーション
- ホイール O・Z
- タイヤ ピレリ
- サスペンション アルミニウム合金製アップライト、カーボンファイバー製ダブルウィッシュボーン、プッシュロッド（フロント）/プルロッド（リア）式トーションバー&アンチロールバー
- ブレーキキャリパー ブレンボ
- ブレーキディスク・パッド ブレンボカーボンファイバー製ディスクブレーキ
- エレクトロニクス MES スタンダードECU
- 燃料 エクソンモービル
- 重量 冷却水、潤滑油、ドライバーを含めて728kg

### エンジン
- エンジン名 タグ・ホイヤー（ルノー R.E.17）
- 気筒数・角度 V型6気筒・90度
- 排気量 1,600cc
- 最高回転数 15,000rpm(レギュレーションで規定)
- バルブ数 24
- 出力 900bhp
- 重量 145kg
- 潤滑油 エクソンモービル

## 記録
| 年   | No. | ドライバー       | 1   | 2   | 3   | 4   | 5   | 6   | 7   | 8   | 9   | 10  | 11  | 12  | 13  | 14  | 15  | 16  | 17  | 18  | 19  | 20  | ポイント | ランキング |
| 年   | No. | ドライバー       | AUS | CHN | BHR | RUS | ESP | MON | CAN | AZE | AUT | GBR | HUN | BEL | ITA | SIN | MAL | JPN | USA | MEX | BRA | ABU | ポイント | ランキング |
| ---- | --- | ---------------- | --- | --- | --- | --- | --- | --- | --- | --- | --- | --- | --- | --- | --- | --- | --- | --- | --- | --- | --- | --- | -------- | ---------- |
| 2017 | 3   | リカルド         | Ret | 4   | 5   | Ret | 3   | 3   | 3   | 1   | 3   | 5   | Ret | 3   | 4   | 2   | 3   | 3   | Ret | Ret | 6   | Ret | 368      | 3位        |
| 2017 | 33  | フェルスタッペン | 5   | 3   | Ret | 5   | Ret | 5   | Ret | Ret | Ret | 4   | 5   | Ret | 10  | Ret | 1   | 2   | 4   | 1   | 5   | 5   | 368      | 3位        |

- 太字はポールポジション、斜字はファステストラップ（key）
- † 印はリタイアだが、90%以上の距離を走行したため規定により完走扱い。